# Scott Smith

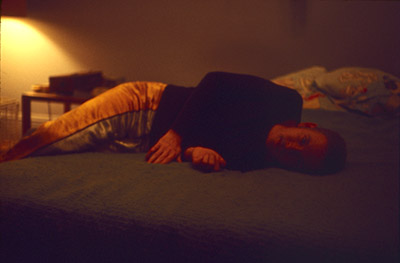
Scott Smith

Joseph Scott Smith (Key West , 21 oktober 1948 – San Francisco, 4 februari 1995) was een homorechtenactivist die vooral bekend is geworden door zijn relatie met Harvey Milk.

## Biografie
Smith organiseerde, creëerde, beheerde en hielp om Harvey Milk als eerste openlijk homoseksuele man in een publieke functie te krijgen. Hij hield zich bezig met de campagnes van 1974 tot 1977. 
Er zijn honderden foto's van Smith, geschoten door Milk en anderen. Deze foto's zijn opgeslagen in het Harvey Milk Archief/Scott Smith Collectie in de Openbare Bibliotheek van San Francisco. Nadat Milk uit de Amerikaanse marine werd gezet, spendeerde Milk vooral veel tijd met foto's maken. Smith was zijn favoriete model; soms schoot hij een heel rolletje vol met alleen foto's van Smith. Na de moord op Milk raakte Smith in een diepe depressie. Hij was de executeur van Milks testament.
Smith is op 46-jarige leeftijd overleden aan een aan Aids gerelateerde longontsteking. Hij overleed op 4 februari 1995.

## Film
In 2008 kwam de film Milk in de bioscoop. De rol van Smith werd hierin vertolkt door James Franco.